# 281 Dywizja Piechoty (III Rzesza)
281 Dywizja Piechoty (niem. 281. Infanterie-Division) – niemiecka dywizja z czasów II wojny światowej, sformowana w Kurlandii przez II Okręg Wojskowy, na mocy rozkazu z 11 listopada 1944 roku, poza falą mobilizacyjną z 281 Dywizji Bezpieczeństwa (ochronnej).

## Struktura organizacyjna
- Struktura organizacyjna w styczniu 1945 roku:

322., 368. i 418. pułk grenadierów, 281. pułk artylerii, 281. batalion pionierów, 281. dywizyjna kompania fizylierów, 281. oddział łączności, 281. polowy batalion zapasowy.

## Dowódcy
- Generalleutnant Bruno Ortner (od 11 listopada 1944)
- Generalmajor Alois Windisch (od 30 lipca 1944)
- ponownie Ortner od 19 września 1944
- Oberst Schmidt (od 25 kwietnia 1945)

## Szlak bojowy
Po utworzeniu dywizję przerzucono z Kurlandii nad Wisłę. Brała udział w walkach odwrotowych z Prus przez Pomorze do Odry. Skapitulowała w maju 1945 r.